# Kimigayo
Kimigayo er den japanske nationalmelodi. Teksten er over 1000 år gammel, men sangen blev dog først officielt nationalsang i 1999.